# Marele jaf al trenului (film din 1903)
Marele jaf al trenului este un film mut american, realizat în 1903 și care a fost primul film de cinema realizat vreodată care a avut la bază o întâmplare reală.
Durata filmului este de doar 12 minute, bugetul alocat fiind de 150 de dolari.
Prin tehnicile de filmare și de compoziție, filmul poate fi considerat novator.

## Subiectul filmului
Acțiunea filmului se compune din mai multe scene:
1. Interiorul unui birou feroviar de telegrafie. Doi răufăcători mascați intră și, sub amenințarea armelor, obligă pe operator să mențină semnalul pe roșu pentru a opri trenul ce urma să se apropie. În același timp, îi cer să scrie un ordin către mecanic de a alimenta aici cu apă rezervorul locomotivei.
2. În timp ce se efectuează alimentarea cu apă, bandiții urcă pe ascuns în tren prin spațiul dintre locomotivă și tender.
3. Interiorul unui vagon poștal. Doi răufăcători reușesc să intre, iar operatorul poștal deschide focul asupra loc. Are loc un intens schimb de focuri și acesta cade ucis. Văzând că lada cu valori este încuiată, bandiții caută cheia prin buzunarele funcționarului. Deoarece nu o găsesc, folosind dinamită, aruncă în aer lada. [Sfârșitul părții întâi].